# Kirche Unserer Lieben Frau von der Verkündigung (Miʿilya)
Die Kirche Unserer Lieben Frau von der Verkündigung (arabisch كَنِيْسَة سَيِّدَة ٱلْبِشَارَةٌ, DMG Kanīsat Sayyidat al-Bišāra, hebräisch כְּנֵסִיַּת גְּבִירָתֵנוּ הַבְּשׂוֹרָה Knessijjat Gvīratenū haBsōrah) ist eine Pfarrkirche im galiläischen Miʿilya im Nordbezirk (Israel). Das Kirchengebäude ist Gebetsstätte von dreieinhalb Tausend Parochianen der örtlichen griechisch-katholischen Pfarrei der melkitischen Erzeparchie Akko, Haifa, Nazareth und ganz Galiläa in Israel.

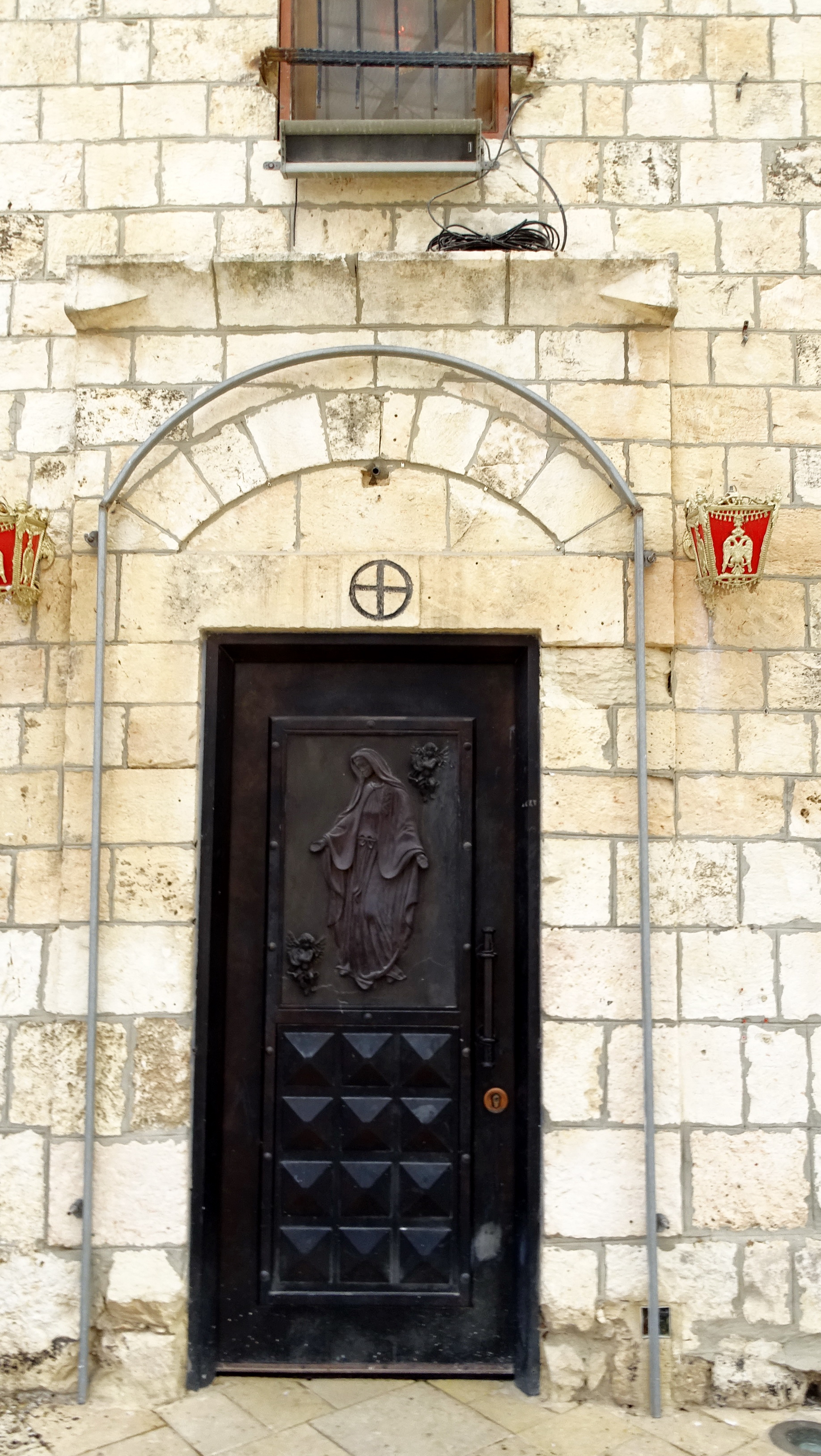
Westtür der Kirche, 2009

## Name der Kirche
Im offiziellen Gebrauch nutzt die Pfarrei das volle Patrozinium der Verkündigung des Herrn an Unsere Liebe Frau, doch im alltäglichen Umgang sprechen die Miʿiliyaner, wenn sie nicht einfach Kirche sagen, von Kanīsat al-Sayyida / كَنِيْسَة ٱلْسَيِّدَة, was Liebfrauenkirche bedeutet. Im hebräischen Sprachgebrauch, wo Unsere Liebe Frau גבירתנו Gvīratenū keine allgemein gängige Bezeichnung ist, spricht man meist von Kirche der Heiligen Maria (כְּנֵסִיַּת מִרְיָם הַקְּדוֹשָׁה Knessijjat Marjam haQdōschah), oft auch כְּנֵסִיָּה יְוָנִית-קָתוֹלִית Knessijjah Jəwanīt-Qatōlīt, deutsch ‚Griechisch-katholische Kirche‘.

## Lage

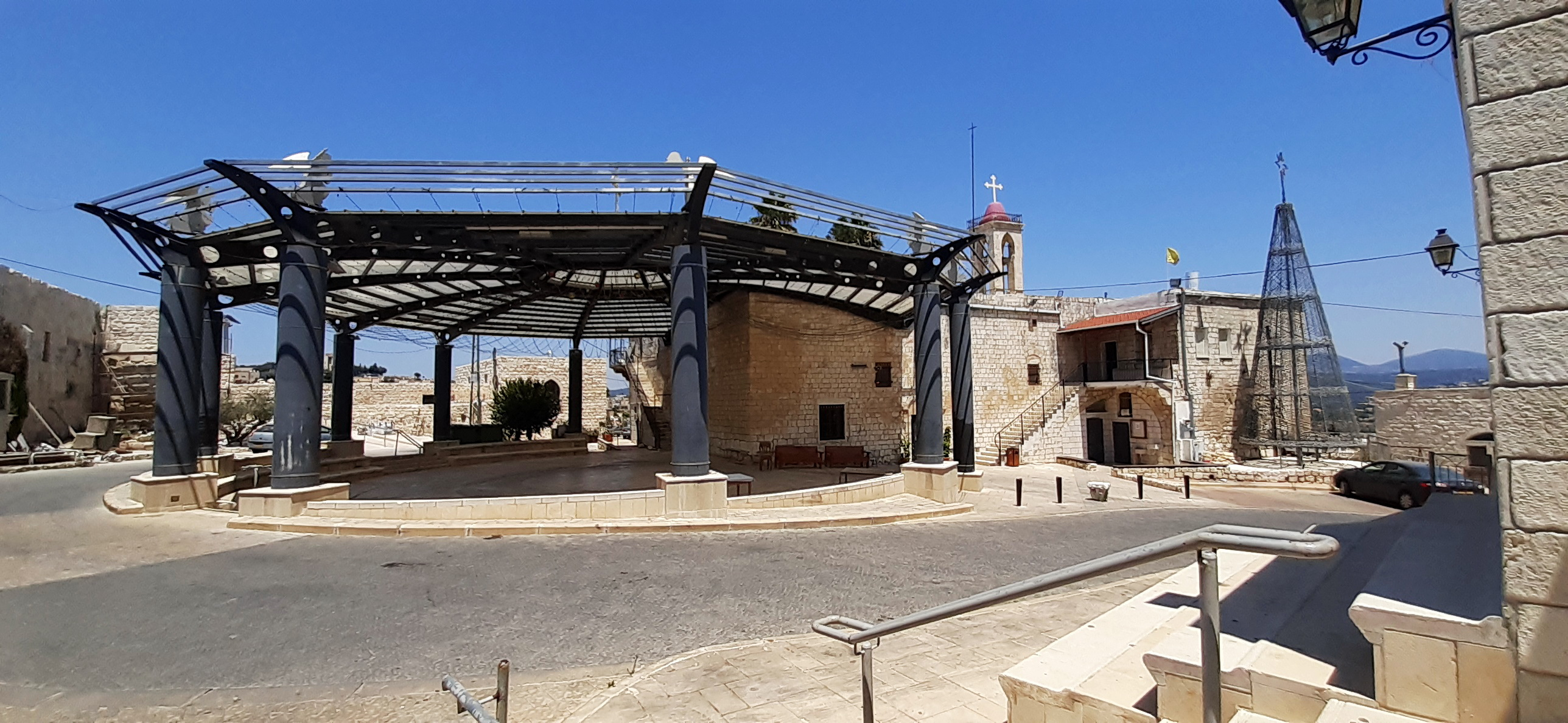
Kirchplatz mit Sonnendach an der Kirche, Ostmauer der Burg (links) und Weinkelter an der Burg (Mitte hinten), 2021

Die Liebfrauenkirche liegt östlich der Burg Castellum Regis mit dieser auf dem Plateau eines terrassenartig abgetreppten Hügels, dessen Kuppe mit 517 Meter das auf 502 Metern gelegene Umland Miʿilyas überragt. Die Burg liegt mit fast quadratischem Grundriss an der Westseite des Hügelplateaus, das einen ummauerten Burgbezirk bildet. Burg und Kirche trennen der etwa 30 Meter breite Kirchplatz, die mit weiteren Bauten (Gasthaus mit Weinkelter) das Ensemble innerhalb der äußeren Mauern des Burgbezirks bilden.

## Geschichte
Denys Pringle nimmt an, dass die heutige Kirche auf den Grundmauern einer mittelalterlichen Kirche entstand, die zu Kreuzfahrerzeiten das Patrozinium Maria Magdalena trug und zum Erzbistum Nazareth gehörte, wie in Urkunden über Verkäufe benachbarter Grundstücke in den Jahren 1220 bis 1243 erwähnt. Nachdem die Mamluken Miʿilya um 1266 dem schwindenden Königreich Jerusalem siegreich entrissen hatten, endete die christliche Präsenz am Ort, stattdessen ließen sich Muslime nieder. Der autonomistische Regionalpotentat Ẓāhir al-ʿUmar siedelte in den 1750er Jahren die Muslime nach Tarschiha (zu Maʿalot-Tarschiha) um und brachte Christen vom Libanongebirge und mittleren Lauf des Orontes nach Miʿilya, womit die heutige Gemeinde begründet wurde.
Giovanni Mariti (1736–1806) sah die Gemeinde 1761 noch im Ursprungsbau Gottesdienst feiern. Die Pfarrgemeinde war früher griechisch-orthodox, wechselte aber im 19. Jahrhundert zu den katholischen Melkiten. In Kirchengebäude, lokalem Ritus und liturgischer Gewandtracht halten sich orthodoxe Traditionen, die katholische Melkiten sonst nicht pflegen, wie Abuna Nadim Schaqqur, der als Absolvent der hebräischen Bagrut in Haifa, häufig jüdischen Touristen hebräische Kirchenführungen zu geben pflegte, oder auch die vielfältige konfessionelle Zergliederung der arabischen Christen erläuterte.

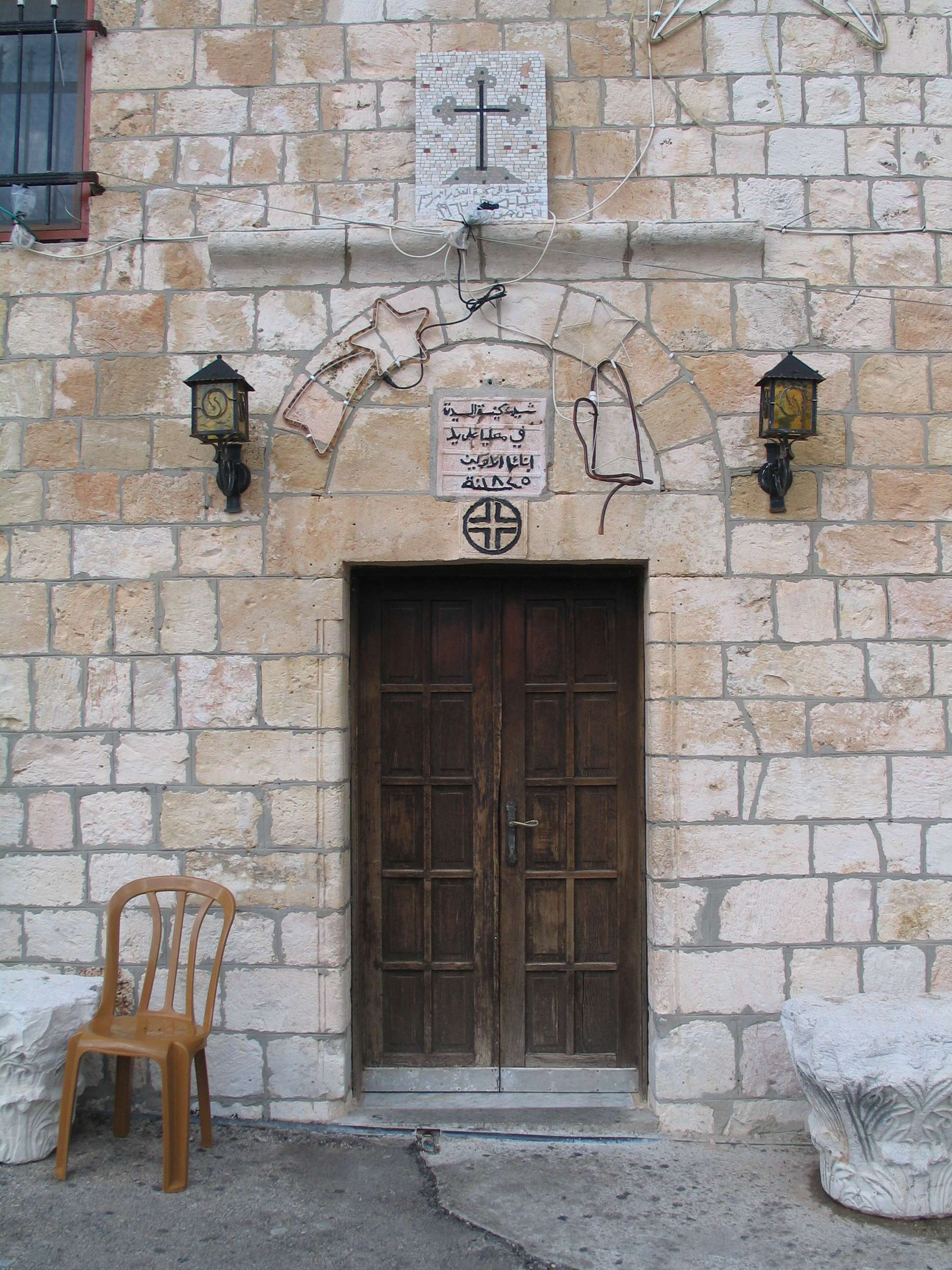
Südtür der Kirche unter der Inschrift von 1845 und flankiert von korinthoiden Kapitellen des Vorgängerbaus, 2009

Die Inschrift lautet: «شُيِّدَتْ كَنِيسَةُ السَّيِّدَةِ عَلَى يَدِ أَبْنَائِهَا الأوَّلِينَ سَنَةَ ١٨٤٥», DMG Šuyyidat Kanīsatun as-Sayyidatun ʿala yadi abnāʾihā al-ʾawwilīna sanatan 1845 ‚Erbaut wurde die Kirche der [Lieben] Frau von Handen ihrer ersten Söhne [im] Jahre 1845‘. Es ist nicht überliefert, wie die Inschrift zu deuten ist. Das Erdbeben in Galiläa 1837 zerstörte in der ganzen Region Gebäude, weshalb die Tafel auf den Neubau einer Kirche oder eine Reparatur des beschädigten Vorgängerbaus verweisen kann. Der Ortschronist Shukri ʿArraf verweist in seinem Buch معليا darauf, dass die Dorfbewohner keinen neuen Bauplatz für ihre Kirche wählten, weshalb – einerlei ob Neubau oder Reparatur – der Standort der ursprüngliche ist.
Bis zur Fertigstellung versammelte sich die Pfarrgemeinde im Hause von Chalil al-Qassis (خليل القَسِّيس), vermutlich ein Angehöriger des damaligen Abuna Lukiyanus al-Qassis. Im Jahre 1875 besuchte Victor Guérin die Kirche und bemerkte, dass die katholischen Melkiten jüngst die Kirche neu erbaut hatten, jedoch die Grundmauern und Bauteile einer weit älteren einbezogen hatten. Vom älteren Bau zeugen monolithische Säulen und Kapitelle in Nachahmung der Korinthischen Ordnung, die bis heute erhalten sind.
Eine außergewöhnliche Besuchergruppe kam am 13. September 2015, um an der Messe Erzbischof Georges Bacaounis und der traditionellen Prozession zur Feier der Kreuzerhöhung durch Miʿilya teilzunehmen, sie bildete mit den Vertretern des Rates europäischer Bischofskonferenzen (CCEE) wie CCEE-Präsident Péter Erdő, Primas Ungarns, Eamon Martin, Primas Irlands, Markus Büchel (SBK) und Christoph Schönborn (OeBK) und weiteren vermutlich die größte Versammlung römisch-katholischer Ordinarien, die sich je im Heiligen Land traf, und zwar vom 11. bis 16. September 2015 auf Einladung des Lateinischen Patriarchen Fouad Twal an verschiedenen Orten des Heiligen Landes. Ende September 2019 zelebrierten der örtlich zuständige Erzbischof Youssef Matta und Metropolit Fülöp Kocsis der ungarischen Griechisch-Katholiken gemeinsam eine arabisch-ungarische Heilige Messe vor Kirchgängern aus Israel und Ungarn, bevor sie der Enthüllung des Denkmals für den Kreuzfahrer König Andreas II. von Ungarn gegenüber der Kirche beiwohnten.

## Kirchengebäude

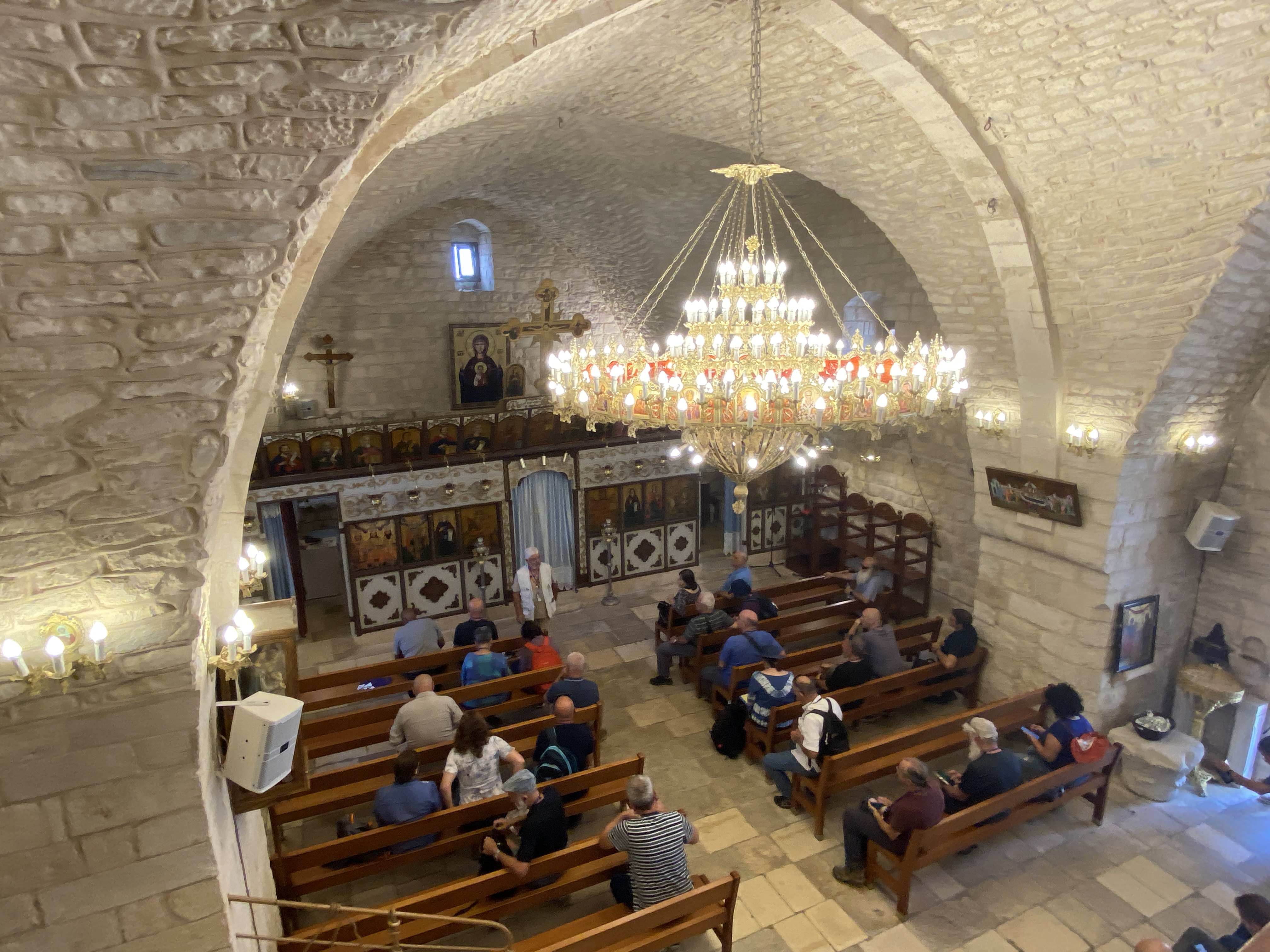
Blick ostwärts durchs Kircheninnere zur Ikonostasis vor dem Allerheiligsten, 2024

Das Kirchengebäude hat ein in Ost-West-Richtung gestrecktes Langhaus, das leicht aus der exakten Achse nordwestlich-südöstlich ausgerichtet ist. Das rechteckige Gebäude weist im Nordwest- und Südosteck kleine vorspringende Erweiterungen auf, erstere überragt den Hauptbau, zweitere bleibt leicht darunter, so dass die Liebfrauenkirche einen unregelmäßigen Grundriss aufweist. West- und Südfassade sind frei gestellt, die beiden anderen dagegen teils verbaut bzw. nicht öffentlich einzusehen.
Die steinsichtig gehaltene Außenfassade prägt der helle grau bis beige gefärbte lokale Stein. Das Kircheninnere ist in zwei hohe gewölbte Joche gegliedert, die aus demselben Gestein bestehen. Gut zu erkennen ist, wie die orthodoxe Interpretation des jüdischen Zweiten Gebotes (Bilderverbot) umgesetzt wird, nämlich als Verzicht auf jedes dreidimensionale kultische Bildwerk in der Kirche. Im westlichen Joch ist über dem Eingang eine moderne Empore eingebaut. Am Gurtbogen zwischen den Kreuzgewölben hängt ein großer runder Lüster. Die Kirche ist geostet und die Ikonostasis im östlichen Joch mit ihren drei Türen trennt das Allerheiligste vom übrigen Kirchenraum.

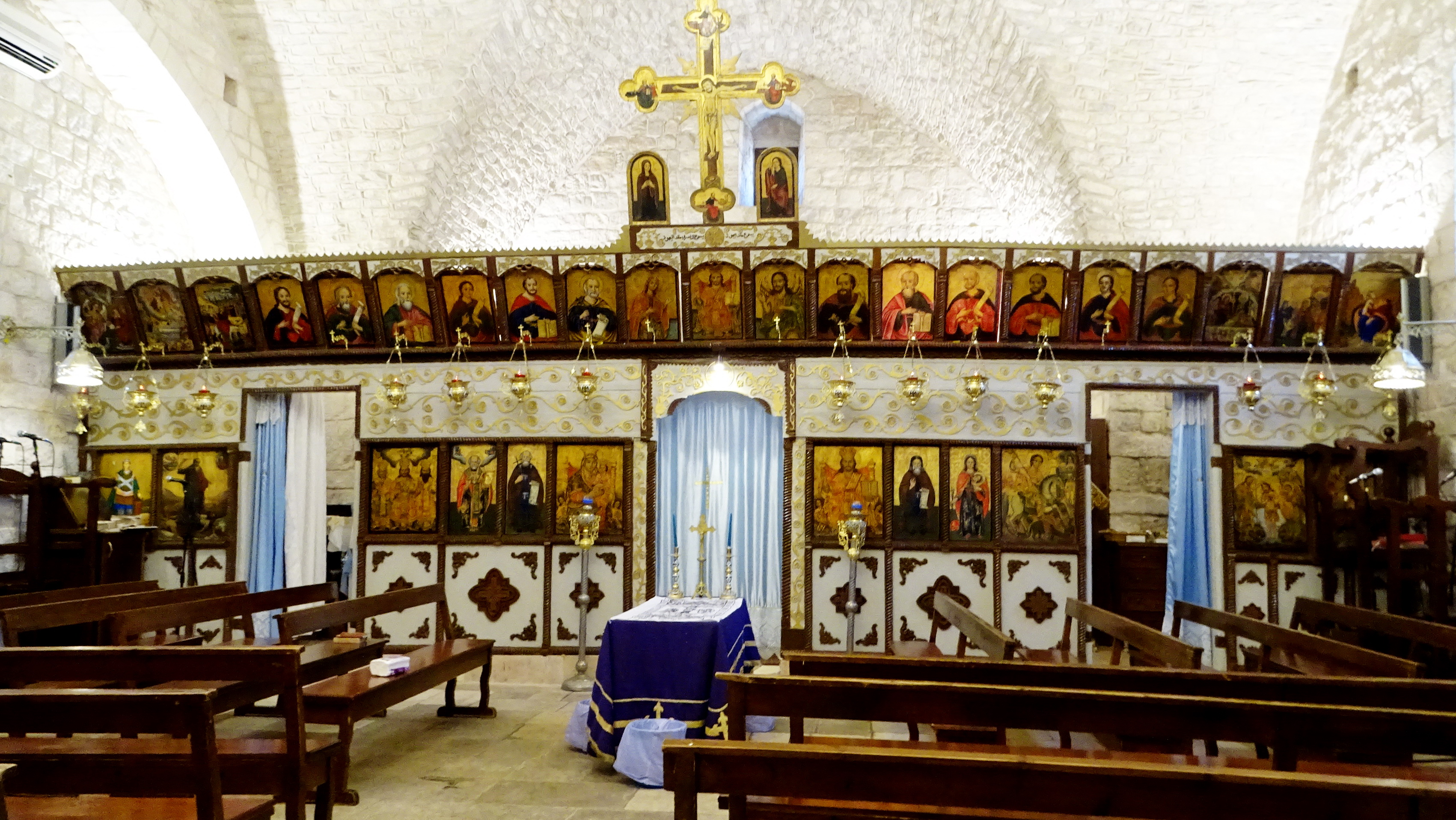
Ikonostasis, 2021

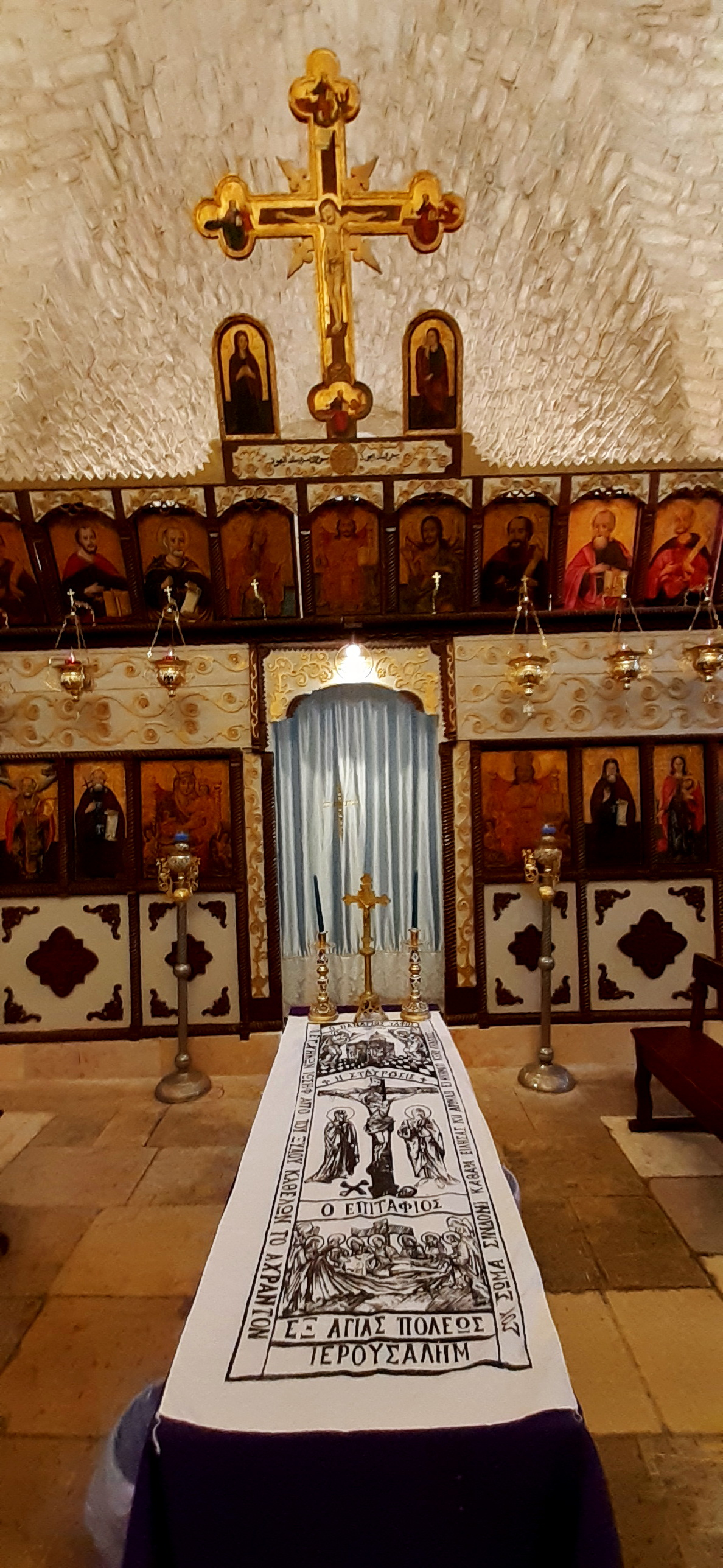
Ikonostasis unter Kruzifix mit Bildchen der Evangelisten Matthäus (links), Johannes (oben), Lukas (rechts) und Markus (unten), flankiert von Johannes dem Täufer (rechts) und Maria (links), über Königlicher Tür, 2021

Die heutige Ikonostasis errichtete Abuna Ǧermanus, der auch als Zimmermann wirkte, in den Jahren 1906 bis 1909. Die Ikonen schuf der syrische Künstler Elias Choury 
(إِلْيَاس خُورِيّ, DMG Ilyās Ḫūriyy) 1856, der auch die Ikonen in Akkons Andreaskirche malte. Unter den Ikonen ums Kruzifix geht eine Reihe von 21 Ikonen über die gesamte Breite der Ikonostasis. Sie zeigen mittig Jesus von Nazareth, rechts von ihm Johannes den Täufer, dann sechs Apostel Jesu, dann die Geburt Jesu, die Darstellung Jesu zum Pidjon ha-Ben im Jerusalemer Tempel und außen der Prophet Elias. Links von der Mitte sind zu sehen Maria, weitere sechs Apostel, der zwölfjährige Jesus im Tempel, die Auferstehung und außen eine Ikone der Verkündigung.
Die Ikonen der unteren Reihe zeigen rechts der Königlichen Tür Jesus, einen Kirchenvater, die Heilige Barbara und Georg den Drachentöter. Rechts der südlichen Tür ist eine Ikone der Taufe Jesu durch Johannes den Täufer. Links der Königlichen Tür ist die Theotokos mit dem Kinde Jesus zu sehen, ihr Folgen nach links zweimal je ein Kirchenvater und ein Triumvirat von Kirchenvätern. Links der nördlichen Tür prangt eine Ikone des Propheten Elias, polytheistisch-heidnische Baʿalspriester vertreibend.
Die Außentüren sind keine weiten einladenden Portale, sondern für europäische Maßstäbe relativ klein im Verhältnis zur Gebäudegröße, was Ausdruck der Unsicherheit für Christen in muslimischer und drusischer Umgebung ist. Die Kirche ziert ein aufgesetzter, kleiner Glockenturm auf der südlichen Fassadenmauer etwa in der Mitte der gesamten Länge des Baus. Am 22. März 2024, zeitig zum Osterfest, trafen neue Kirchenbänke ein, die der Waqf der Kirche, neben anderen Anschaffungen, aus der Summe von 50.000 Euro finanzierte, die die Catholica Unio über die ROACO gespendet hatte.

## Weihnachtsmarkt in der Advents- und Chanukkahzeit
Die Advents- und Weihnachtszeit ist in Miʿilya von Lichterdekor und Marktständen im Ortskern geprägt. Da an den acht Tagen Chanukkahs an Schulen des Jüdischen Sektors Ferien sind und viele Arbeitnehmer reduzierte Arbeitszeiten haben, stimmt Miʿilya die Festmarktsaison auf die jeweilige Lage Chanukkas ab, das wie Ostern ein im gregorianischen Kalender bewegliches Fest ist.

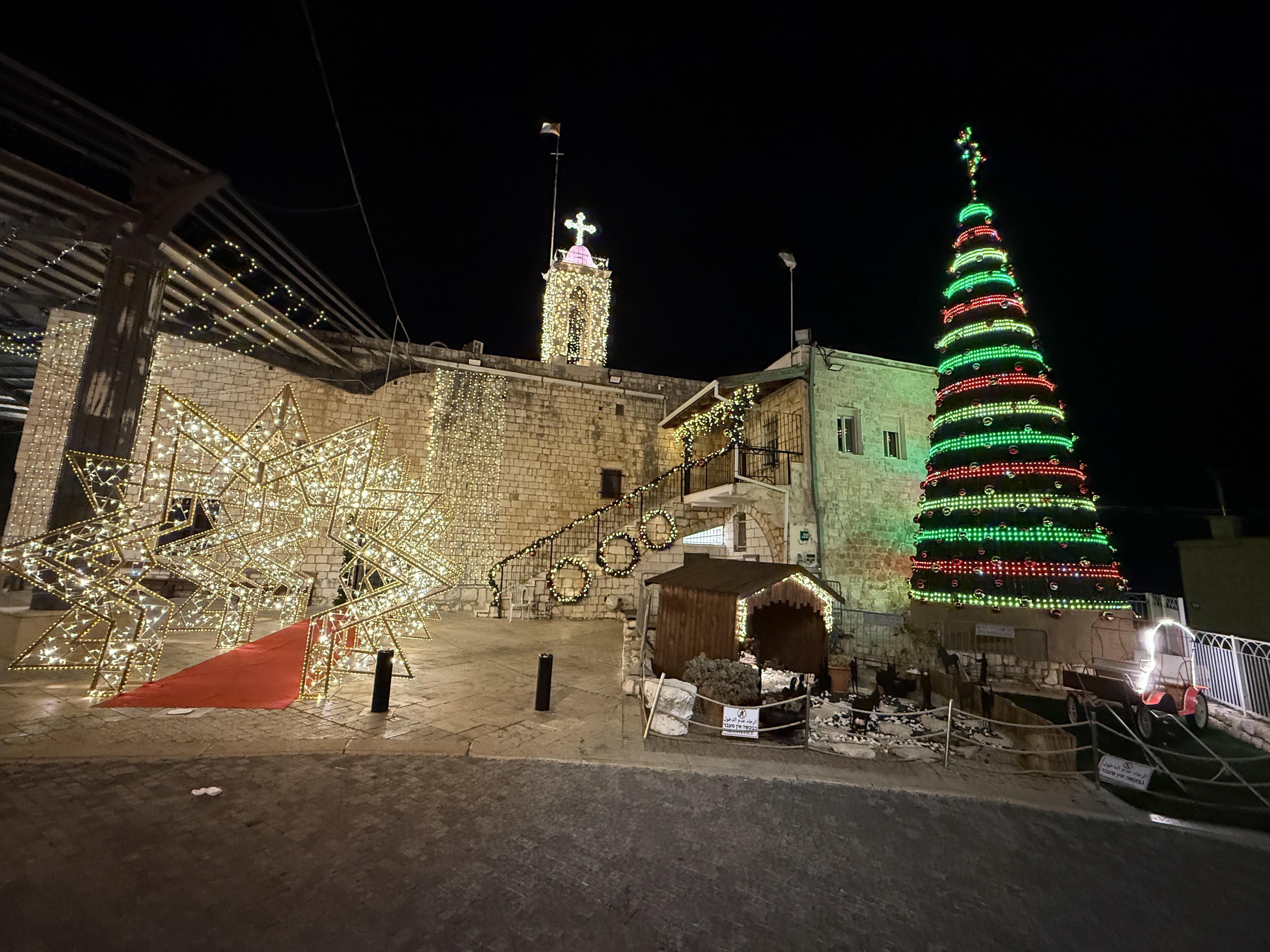
Südfassade der Kirche mit Weihnachtskrippe, Christbaum in Illumination, Dezember 2024

Lebensmittelgeschäfte verkaufen Feiertagsleckereien, Schokolade in Weihnachtsmannform und traditionelle Lebkuchen, aber auch Spirituosen aus lokaler Herstellung wie den bekannten Arak. Der Kirchplatz wird ausgeschmückt, an der Südseite der Kirche wird eine große Weihnachtskrippe aufgestellt, das ganzjährig bereit stehende konische Gerüst wird als Christbaum dekoriert und elektrisch beleuchtet. Viele Miʿilawiten tragen zur Stimmung bei, sie tragen in der Adventszeit förmliche Kleidung, stellen beleuchtete Plastikbäume in Hauseingänge und hängen Lichterketten an Balkons.
Zum kulturellen Rahmen gehört eine Konzertreihe, wozu Chöre (wie das Naʿamah-Ensemble, אַנְסַמְבָּל קוֹלוֹת נָשִׁים נַעֲמָה Ansambal Qōlōt Naschīm Naʿamah) aus dem ganzen Land in der Kirche ihr Bestes geben. Präsentiert werden populäre Songs, liturgische Gesänge und Weihnachtslieder.

## Abunas
Der arabische Terminus für Pater ist أب / Ab / ‚Vater‘, die vertrauliche Ansprache lautet Abuna, unser Pater. Als Pater dienten der Pfarrgemeinde:
- 1824–1845: Lukiyanus Qassis (eigentlich al-Qassis, arabisch لُوكِيَانُوسُ قَسِّيس, DMG Lūkiyānūs Qassīs),[10]
- 1900er Jahre: Ǧermanus Laon (جَرْمَانُوس لاون, DMG Ǧarmānūs Lāwun),[10] nach dem Ersten Weltkrieg an St. Georg, Maʿalot-Tarschiha[20]
- 1940–1948: Isidor Abu Hanna (arabisch إِزِيدُور أَبُو حَنَّا, DMG Izīdūr Abū Ḥannā; ca. 1908–1975),[21] 1940 und wieder 1948–1949 an St. Georg, Maʿalot-Tarschiha[20]
- 1991–1995: Filibbus Murhiǧ al-ʿAbd (hebräisch פִילִיבּוּס אַל-עַבְּד Fīlibbus Murhiǧ al-ʿAbd, arabisch فِيلِبُّس مُرْهِجْ الْعَبْد; –1995)[22]
- 2006–2023: Nadim Schaqqur (hebräisch נַדִים שַׁקּוּר Nadīm Šaqqūr, arabisch نَدِيم شَقُّور; 1957 geboren[23])[7][9]
- 2023––000: Hadi Qassis (eigentlich al-Qassis, hebräisch הָאדִי קָאסִּיס Hādī Qassīs, arabisch هَادِي قَسِّيس)